# Дом Т. Магдесиева
Дом Т. Магдесиева — ростовский памятник градостроительства и архитектуры. Здание расположено на улице 1-я Майская в историческом районе Нахичевани. Построено в 1890-х годах. С 1998 года зданию присвоен статус объекта культурного наследия России регионального значения. На доме установлена мемориальная доска с надписью: «В этом доме с 1916 по 1921 год жил выдающийся художник современности, Герой Социалистического Труда, народный художник СССР, действительный член Академии художеств, лауреат Ленинской и Государственной премий Мартирос Сергеевич Сарьян (1880—1972)».
Здание представляет собой двухэтажный кирпичный дом, оформленный в эклектичном стиле с элементами классицизма. Фасад симметричен и имеет чёткое горизонтальное членение, подчёркнутое междуэтажным поясом и венчающим карнизом с сухариками. Оконные проёмы второго этажа оформлены строгими наличниками с раскреповкой в верхней части. Простенки между окнами акцентированы вертикальными пилястрами, которые завершаются небольшими карнизами. Подоконные зоны второго этажа украшены декоративными филёнками. Первый этаж выделен гладкой штукатуркой и небольшими окнами, что подчёркивает его вспомогательную функцию. Цветовое решение фасада включает светло-зелёные и белые оттенки, выделяющие архитектурные элементы. На фасаде размещены две мемориальные доски, указывающие на историческую значимость здания.